# Дапрела, Фабио
Фабио Дапрела (нем. Fabio Daprelà; род. 19 февраля 1991, Цюрих) —  швейцарский футболист, защитник клуба «Цюрих».

## Клубная карьера

### Ранняя карьера
Ему было восемь лет, когда он был замечен скаутами команды «Янг Феллоуз Ювентус» и подписал контракт с ними. После трех лет в клубе из Цюриха Дапрела, в возрасте 12 лет, присоединился к «Грассхопперу». 2 февраля 2008 года, в возрасте 16 лет, дебютировал за основную команду. Первый гол за клуб состоялся 26 октября 2008 года в кубковом матче против «Кьяссо» (2:2).

### «Вест Хэм Юнайтед»
В июле 2009 Дапрела подписал пятилетний контракт с английским клубом «Вест Хэм Юнайтед», присоединившись к другому швейцарцу, Валону Бехрами, который присоединился к "молотобойцам" из «Лацио» летом 2008 года. В столичном клубе выполнял роль замены Эриты Илунги. 3 января 2010 года дебютировал, заменив травмированного конголезского защитника, в домашнем матче Кубка Англии против лондонского «Арсенала» (1:2). Дапрела был капитаном резервной столичной команды, которой руководил Алекс Дайер. В английской Премьер-лиге дебютировал 13 марта 2010 года в гостевом матче против «Челси». После увольнения Джанфранко Дзолы, который подписал швейцарского защитника, новый тренер «Вест Хэма», Авраам Грант, редко использовал его в основной команде. Всего Дапрела провёл 8 матчей за столичный клуб во всех турнирах, покинув клуб в конце сезона 2009/10.

### «Брешиа»
30 августа 2010 года Дапрела подписал пятилетний контракт с клубом «Брешиа», присоединившись к другому швейцарцу, Гаэтано Берарди. 26 сентября дебютировал за итальянский клуб в гостевой игре против «Бари». В своём первом сезоне сыграл 10 матчей (5 раз выходил на замену), но клуб из Брешии занял предпоследнее место и вылетел в Серию B после одного сезона в высшем дивизионе.
Следующий сезон в «Брешии» стал ключевым для Дапрелы, поскольку он зарекомендовал себя в основной команде на позиции крайнего защитника, и помог клубу занять 8-е место.

### «Палермо»
29 июля 2013 года трехлетний контракт с возможностью продления еще на год с «Палермо». В сезоне 2013/14 Дапреля был частью команды, которая выиграла Серию В, тем самым вернувшись в Серию А.

### «Карпи»
6 января 2016 «Карпи» объявил о подписании Дапрелы после того, как он покинул Палермо по обоюдному согласию. За "бьянкоросси" играл до 30 июня того же года и играл под номером 36.

### «Цюрих»
7 июня 2023 года Дапрела подписал подписал двухлетний контракт с клубом «Цюрих».

## Международная карьера
Был игроком основы в юношеской сборной Швейцарии (до 17 лет), сыграв полностью все 3 матча на чемпионате Европы 2008 в Турции. После турнира он был переведён в швейцарскую сборную (до 19 лет), сыграв во всех матчах чемпионата Европы 2009 в Украине, не сыграв ни в одном матче квалификации.
В 2011 году был частью молодёжной сборной Швейцарии на чемпионате Европы 2011 в Дании, где швейцарцы взяли серебряные медали, уступив испанцам в финале.
Был включён в состав олимпийской сборной Швейцарии на летние Олимпийские игры 2012 года в Лондоне.

## Достижения

### Клубные

#### «Палермо»
- Чемпион Серии B: 2013/14

#### «Лугано»
- Обладатель Кубка Швейцарии: 2021/22

### Международные
- Серебряный призёр молодёжного чемпионата Европы: 2011